# Defence for Children International-Palestine
Defence for Children International-Palestine (DCIP) is een in 1991 opgerichte niet-gouvernementele organisatie, geassocieerd met Defence for Children International, die de mensenrechten van de Palestijnse kinderen op de Westelijke Jordaanoever, zoals in Oost-Jeruzalem en in de Gazastrook steunt en beschermt. De meeste schendingen van deze rechten vinden plaats onder de Israëlische militaire bezetting. Geweld tegen kinderen, fysiek en psychologisch, wordt door DCIP vermeld in Laatste nieuws, en gedocumenteerd in publicaties, rapporten en statistieken.
In oktober 2021 werd DCIP door Israël bestempeld als terroristische organisatie, tegelijk met vijf andere Palestijnse NGO's. Het kantoor in al-Bireh werd op 18 augustus 2022 door het Israëlische leger bestormd en geplunderd. De inventaris en documenten werden in beslag genomen.

## Rapporten
- In april 2016 bracht DCIP een rapport uit over Palestijnse kinderen in het Israëlische militaire systeem met de titel No way to treat a child.[3]
- In mei 2023 bracht DCIP het rapport Arbitrary by Default uit, over Palestijnse kinderen binnen het Israëlische militaire rechtssysteem.[4]

De laatste updates van DCIP zijn van respectievelijk juni, juli en augustus 2024, tijdens de oorlog tussen Israël en Hamas in de Gazastrook en op de Westelijke Jordaanoever.

## Nederland
In april 2014 bracht de Nederlandse Multidisciplinaire Expertgroep ter zake van de praktijken en gevolgen van arrestatie, verhoor, detentie en berechting van Palestijnse kinderen door Israëlische militaire autoriteiten een rapport uit, met de titel Palestijnse kinderen en militaire detentie.
Dit rapport, grotendeels gebaseerd op informatie van DCIP, had tot doel bijzondere aandacht te vragen van de Nederlandse regering, in het bijzonder de Minister van Buitenlandse Zaken, voor de praktijken van arrestatie, verhoor, detentie en berechting van Palestijnse kinderen door de Israëlische militaire autoriteiten op de Westelijke Jordaanoever. 
Hiermee beoogde het rapport de minister ertoe aan te zetten om, in diens betrekkingen met de Israëlische en Palestijnse autoriteiten, en waar mogelijk in EU-verband, te bevorderen dat arrestatie, verhoor, detentie en berechting van Palestijnse kinderen door de Israëlische militaire autoriteiten uitsluitend dient plaats te vinden in overeenstemming met de internationaal erkende rechten van het kind en de daarbij behorende standaarden. Evenals Nederland heeft Israël het 'Internationaal Verdrag inzake de Rechten van het Kind' geratificeerd.